# Шидлув-Кольонія
Шидлув-Кольонія (пол. Szydłów-Kolonia) — село в Польщі, у гміні Ґрабиця Пйотрковського повіту Лодзинського воєводства.
Населення — 295 осіб (2011).
У 1975-1998 роках село належало до Пйотрковського воєводства.

## Демографія
Демографічна структура станом на 31 березня 2011 року:
|          | Загалом | Допрацездатний вік | Працездатний вік | Постпрацездатний вік |
| -------- | ------- | ------------------ | ---------------- | -------------------- |
| Чоловіки | 148     | 35                 | 101              | 12                   |
| Жінки    | 147     | 31                 | 88               | 28                   |
| Разом    | 295     | 66                 | 189              | 40                   |